# Guillaume Du Mayne
Guillaume Du Mayne, en latin Gulielmus Mainus, né à Loudun dans le Poitou vers 1490 et mort à Beaulieu-lès-Loches en 1564, est un poète et humaniste français.

## Biographie
La vie de Guillaume Du Mayne est mal connue. Selon ses écrits, il aurait suivi d'abord l'enseignement de son père jusqu'en 1515. En âge de suivre des études universitaires, il a rejoint Paris et il est devenu dès 1519 le précepteur de Dreux Budé, fils de Guillaume Budé. Grâce à l'enseignement de cet helléniste réputé, il a appris le grec et publié en 1523, en collaboration avec Jean Chéradame, un Lexicon Graecum, dictionnaire grec, que Budé et ses propres lectures lui ont permis de compiler.
Il est vite introduit dans les milieux humanistes de la capitale : ainsi en janvier 1522, Josse Bade lui dédie de manière élogieuse son édition en quatre volumes de Cicéron pour le remercier de son aide et de ses corrections. Du Mayne partage alors les loisirs de François Ponché et de Budé dans sa résidence de Saint-Maur et participe aux soupers donnés par Louis Ruzé. Sans qu'on puisse dater cette décision, Guillaume Du Mayne aurait prononcé des vœux, au moins mineurs, puisqu'il est doté de prébendes ; le 10 décembre 1524 lui sont accordées la chanoinie et prébende de Notre-Dame-la Ronde de Rouen, et en 1541n un acte le dit aumônier de Charles, duc d'Orléans, frère cadet du dauphin Henri. Précepteur en 1520 du fils du Grand-Maître de l'artillerie, il devient en 1536 précepteur des enfants de France. 
On trouve dans les années 1530 de nombreuses traces de l'amitié portée par des humanistes pour Guillaume Du Mayne. Ainsi Étienne Dolet, dans ses Commentaires de la langue latine, à l'article « mors » (la mort), inclut-il Du Mayne dans une liste de contemporains qui se sont tant distingués par leur savoir que, selon lui, la mort ne peut plus rien contre eux. Nicolas Bourbon fait l'éloge de Guillaume Du Mayne dans la préface de ses Nugae en 1533. Guillaume Du Mayne est enfin un courtisan honoré ; il obtient le revenu afférent au titre d'abbé de Beaulieu et en 1541, François Ier lui attribue l'administration de la Trésorerie de Saint-Hilaire-le-Grand. Il est alors conseiller du duc Charles II d'Orléans.
Lorsque ce dernier meurt en 1545, Guillaume Du Mayne fait le choix de quitter la vie de Cour pour entrer au service du sénéchal d'Assy.
Aussitôt après la mort de ce premier protecteur en 1546, il entre au service de Charles Ier de Cossé, comte de Brissac et maréchal de France, qui menait depuis 1527 pour François Ier des opérations d'importance dans les guerres d'Italie et particulièrement dans le Piémont. En 1556, après la défaite de Sienne, François Ier et Charles Quint signent la trêve de Vaucelles. Le maréchal de Brissac retourne alors à la Cour de France pour regagner la faveur du roi. Guillaume Du Mayne le suit. À la Cour, il doit se défendre de l'accusation, propagée en particulier par Salmon Macrin, d'avoir parcouru l'Italie par appât du gain et pour profiter du butin des soldats. Il publie alors, afin d'assurer sa protection, trois plaquettes poétiques aux louanges du roi Henri II et de sa sœur, Marguerite de France, duchesse de Berry, protectrice de Guillaume Du Mayne.
La fin de sa vie est mal connue. Sans doute après le départ de Marguerite pour la Savoie fin 1559, il réside dans son abbaye de Beaulieu-lès-Loches, où il meurt en 1564, après avoir légué par testament sa bibliothèque à un humaniste du lieu, Pierre Moreau, qu'il a installé à la tête d'un collège l'année précédente.

## Œuvre poétique
La publication concomitante et concertée en 1556 de trois recueils poétiques a été comparée par la critique à celle des quatre recueils romains de Du Bellay en 1558. Ce "coup éditorial" répond à plusieurs objectifs. Charles de Cossé revient en France à l'occasion de la trêve de Vaucelle et sait bien que sa longue absence (cinq années de guerre en Piémont) ont permis à ses ennemis de le desservir auprès du roi. Son éloge poétique par Guillaume Du Mayne doit donc servir à faciliter sa réintégration à la cour. Dans L'Épître en vers françois, envoyee de Rome sur la venue de Monseigneur le Mareschal de Brissac, Du Mayne prête la plume à une allégorie du Pô, puis à une allégorie du Tibre, lequel dans une épître de 426 décasyllabes, chante les louanges des qualités de soldat et d'administrateur du maréchal. L'Heureux partaige des excellens dons de la déesse Pallas et Le Laurier permettent au poète de ne pas se montrer ingrat envers sa protectrice, Marguerite de France, représentée en nouvelle Athéna, protectrice de tous les lettrés français.
Ces trois ouvrages ne constituent cependant pas seulement des pièces de commande. Ils sont unis par la conviction affirmée de Du Mayne que la culture et le savoir humaniste doivent prendre une part importante dans l'éducation des Grands.

#### Œuvre poétique de Guillaume Du Mayne
- Épître en vers françois, envoyee de Rome sur la venue de Monseigneur le Mareschal de Brissac, Paris : Michel de Vascosan, 1556.
- L'Heureux partaige des excellens dons de la déesse Pallas, Paris : Michel de Vascosan, 1556.
- Le Laurier dédié à Madame sœur unique du Roy, Duchesse de Berry, Paris, Vascosan, 1556.

#### Études sur Guillaume Du Mayne
- Buron, Emmanuel, « Lecture et récitation de la poésie dans la seconde moitié du XVIe siècle. : le point de vue des poètes », in À haute voix. Diction et prononciation aux XVIe et XVIIe siècles, éd. O. Rosenthal, Paris : Kliencksieck, 1998, p. 139-142. Dans cet article, E. Buron tente de définir ce qu'a pu représenter la fonction de "lecteur" de Guillaume Du Mayne auprès de Marguerite de France.
- Magnien, Michel, « Vascosan éditeur de Guillaume Du Mayne (1556) », in Les Poètes de la Renaissance et leurs « libraires », actes du Colloque international de l'Université d'Orléans (5-7 juin 2013), éd. Denis Bjaï et François ROuget, Genève : Droz, 2015.
- Saulnier, V.-L., « Troubles au couvent de Tarascon, Marguerite de Navarre, G. Du Maine, Claude de Bectoz et Denys Faucher », Kentucky Romance Quarterly, XXI, suppl. no 2, 1975, p. 309-317.